# جورجيوس كارايسكاكيس
جورجيوس كارايسكاكيس (1782 - 1827) كان قائد عسكري يوناني شهير وكان أحد قادة الثوار اليونانيين خلال حرب الاستقلال اليونانية، توفى بعد أن أصيب في معركة فاليرون.